# A.X.L - Un'amicizia extraordinaria
A.X.L - Un'amicizia extraordinaria (A.X.L.) è un film del 2018 diretto da Oliver Daly.

## Trama
Miles Hill è un motociclista che partecipa a numerose gare, senza particolare successo. Durante un'escursione in moto, il ragazzo trova nel deserto A.X.L., un cane robot progettato come arma militare. La creatura, che è fuggita dai laboratori dove è stata progettata, è dotata di un'avanzata intelligenza artificiale, ma possiede anche il carattere e gli stimoli di un vero cane. Tra Miles e A.X.L. nasce un forte legame. Gli scienziati che hanno progettato quest'ultimo lo considerano solo una "risorsa" e desiderano rientrarne in possesso, dato il suo enorme valore, ma quando lo rintracciano tramite dispositivi remoti decidono di non recuperarlo subito, ma di sfruttare il rapporto con il ragazzo che sta riuscendo dove gli scienziati hanno fallito, e controllare il tutto a distanza. Nel frattempo A.X.L. inizia a essere lentamente "addomesticato", anche grazie all'aiuto di Sara, una ragazza del posto di cui Miles si innamora. Durante l'assenza di Miles, A.X.L. viene attaccato e semidistrutto da un gruppo di ragazzi, ma con l'aiuto di Miles e Sara, A.X.L. torna efficiente. Recuperata la piena mobilità, A.X.L. va a cercare i ragazzi che lo hanno aggredito e li trova ad un rave, ma poco dopo arriva anche l'esercito che lo cattura e lo porta ai laboratori dove è stato costruito. Miles e Sara, catturati insieme ad A.X.L., lo aiutano a fuggire ma durante la fuga sono raggiunti dai militari ed A.X.L., per salvare il proprio amico, decide per l'autodistruzione. In realtà il finale è aperto perché di A.X.L. non si è perso proprio tutto...

## Distribuzione
Negli Stati Uniti la pellicola è stata distribuita a partire dal 24 agosto 2018, dalla Global Road Entertainment; in Italia è stata distribuita dall'11 ottobre dello stesso anno, da M2 Pictures.

### Edizione italiana
L'edizione italiana della pellicola è a cura della D-Hub Studios, con il coordinamento di Lidia Cudemo. Il doppiaggio del film è stato diretto da Roberto Draghetti, assistito da Alessia Alessi e su dialoghi di Emanuela Amato.